# Capricornis sumatraensis
Il capricorno di Sumatra (Capricornis sumatraensis Bechstein, 1799) è un mammifero artiodattilo della sottofamiglia dei Caprini.

## Descrizione
Con una lunghezza di 140–180 cm, un'altezza al garrese di 85–94 cm e un peso di 50–140 kg, il capricorno di Sumatra è un animale dal corpo piuttosto piccolo, con le regioni superiori scure e quelle inferiori biancastre. I peli che costituiscono il mantello sono lunghi e folti, e sul collo vi è una lunga criniera di colore bianco, marrone o nero. Maschi e femmine sono simili nell'aspetto, ed entrambi sono muniti di robuste corna leggermente incurvate che possono essere impiegate per difendersi dai nemici, perfino con esiti fatali. Le lunghe orecchie sono strette e appuntite, sulla faccia sono presenti grandi ghiandole odorifere sotto gli occhi, e la coda è abbastanza folta. In passato tutte le specie attualmente riconosciute di capricorno erano considerate sottospecie di un'unica specie, ma oggi si tende generalmente a trattarle come specie separate. Tuttavia, la tassonomia del genere Capricornis non è stata ancora completamente risolta e sono necessarie ulteriori ricerche.

## Distribuzione e habitat
Il capricorno di Sumatra vive in Indonesia (Sumatra), Malaysia peninsulare e Thailandia meridionale.
Occupa impervi terreni montuosi e affioramenti rocciosi, ricoperti da foreste o da fitte macchie umide di vegetazione, fino a 2700 m di quota.

## Biologia
Il capricorno di Sumatra è un animale generalmente solitario, sebbene talvolta possa spostarsi in gruppi composti da più individui. Ogni esemplare occupa una piccola area che viene marcata accuratamente con sentieri, cumuli di escrementi e marcature odorose. Questa piccola superficie di territorio viene accuratamente scelta dal capricorno in modo che possa trovarvi tutto ciò di cui ha bisogno, come le erbe, i germogli e le foglie di cui si nutre la prima mattina o la sera tardi, e luoghi disponibili in cui riposare, come caverne e rocce o rupi a strapiombo. Questo territorio viene difeso dall'intrusione di altri capricorni a colpi delle corna simili a pugnali, che questo Caprino piuttosto aggressivo utilizza anche per allontanare i predatori.
Sebbene sia meno specializzato nell'arrampicata su montagne impervie di altri suoi parenti, e sia dotato di un'andatura piuttosto lenta e goffa, il capricorno, ciononostante, è in grado di scendere rapidamente scoscesi pendii rocciosi, e in Malesia è stato addirittura visto nuotare da un'isoletta all'altra.
Si ritiene che i capricorni si accoppino prevalentemente tra ottobre e novembre. Il periodo di gestazione dura circa sette mesi, trascorsi i quali, in primavera, nasce solitamente un unico piccolo. Le femmine raggiungono la maturità sessuale a circa 30 mesi, e i maschi a 30-36 mesi.

## Conservazione
In tutto il suo areale, il capricorno di Sumatra deve fronteggiare numerose e varie minacce, di impatto variabile a seconda della località. La specie viene attivamente cacciata per la carne e la pelliccia, così come per altre parti del corpo che si ritiene abbiano valore medico. Un altro fattore di rischio è la deforestazione, che a causa dell'industria del legname e dell'avanzata dell'agricoltura ha notevolmente ridotto l'habitat del capricorno in numerose aree, nonché l'estrazione mineraria, che ha notevolmente colpito la popolazione stanziata in Malesia. Oltre a questo, i capricorni talvolta cadono vittima di trappole posizionate per altri animali. Particolarmente minacciati sono gli esemplari della Malesia peninsulare e di Sumatra, che hanno visto ridurre notevolmente il loro numero a causa della perdita dell'habitat e della caccia eccessiva.